# Szegi
Szegi é um município da Hungria, situado no condado de Borsod-Abaúj-Zemplén. Tem 9,05 km² de área e sua população em 2015 foi estimada em 265 habitantes.